# Calle de la Virgen de los Peligros
La calle de la  Virgen de los Peligros o calle Angosta de los Peligros (también conocida como Peligros, lo que ha llevado a que fuera confundida con la antigua calle Ancha de los Peligros, luego calle de Sevilla), es una pequeña vía urbana del barrio de Sol en el distrito Centro de Madrid. Discurre en sentido sur-norte entre la calle de Alcalá y la del Caballero de Gracia, prolongándose con la calle del Clavel hasta la Gran Vía madrileña.

## Historia
Formando el límite del Madrid medieval marcado por la cerca de Felipe II, se trazaría la calle Angosta de Peligros, tal como aparece tanto en el plano de Teixeira de 1656 como en el de Espinosa de 1769. Debía su nombre a la doble circunstancia de su primitiva estrechez y al hecho de no ser más que la trasera del desaparecido convento de monjas bernardas (ver Convento de las Monjas Vallecas) donde se veneraba una imagen de la llamada Virgen de los Peligros. A partir de 1865 se quedó con el nombre escueto de calle Peligros, que tras la guerra civil española se amplió a calle de la Virgen de los Peligros.
Si bien algunos cronistas madrileños recogen la leyenda de una imagen milagrera traída de África por un no menos legendario cautivo, ya Mesonero Romanos dejó explicado en sus Paseos histórico-anecdóticos por las calles y casas de esta villa, publicados en 1861, que la imagen «de poco más de tercia de alta», la trajo el doctor Ilerrera (o Herrera), natural de Jaén, para depositarla en el mencionado convento de Nuestra Señora de la Piedad, habitado por las monjas ‘Vallecas’ de la Orden del Císter, así llamadas por proceder del convento fundado en 1473 en Vallecas y trasladadas luego a la calle de Alcalá.
La angostura de la vía se remedió en parte en 1804 –tras un rifi-rafe entre las monjas del convento y el conde de Montarco, que movió la tapia del convento para ampliar el paso que antes no era más que un estrecho paso–; pero no se remató hasta la práctica conclusión de las obras de la Gran Vía con la apertura de la «nueva calle del Clavel» como continuación natural de Peligros.
Esta fue la primera calle madrileña en la que, a modo de ensayo, se “entarugó” el pavimento –el ‘tarugo’ era un adoquín de madera para sustituir al de piedra–, proceso que se llevó a cabo en 1843, pero que por su mal resultado tuvo que levantarse cinco años después para volver al adoquín tradicional de granito.
Históricamente los edificios más notables fueron los que en ambas aceras hacían esquina con la calle de Alcalá. En el que ocupó el solar que antes albergó la casa conventual de las monjas «Vallecas», y que luego se dedicó sucesivamente «á instrucción de quintos y milicianos, á colegio electoral, á museo filarmónico, á bolsa de comercio, á teatro lírico, á colegio de enseñanza y á almacen de plomos», se levantó el notable edificio que en sus bajos ocupó uno de los cafés más populares de Madrid, el Fornos que entre 1870 y 1918 sirvió de escenario de tertulias literarias, singulares banquetes corporativos y lugar de cita para artistas bohemios, reyes noctámbulos, desayunos de familia y pueblo «más o menos llano». Frente al Fornos, en la otra esquina con Alcalá estuvo el antiguo palacio del marqués de la Torrecilla. Pedro de Répide deja noticia asimismo de la populosa existencia de una «confitería exquisita» y un «antiguo colmado, famoso en la vida nocheriega de Madrid».
En ese cruce con la calle de Alcalá, el 14 de junio de 1924 se abrieron las bocas de la estación de metro Sevilla, con la puesta en servicio del primer tramo de línea 2 entre la Puerta del Sol y Las Ventas.

## Edificios

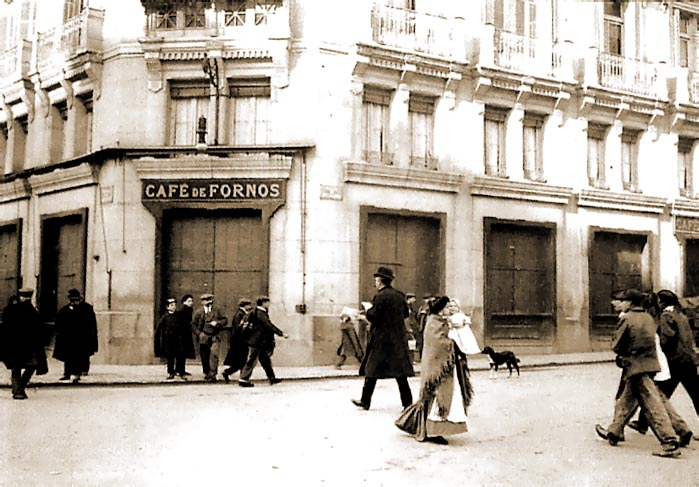
Chaflán del Fornos (1908)
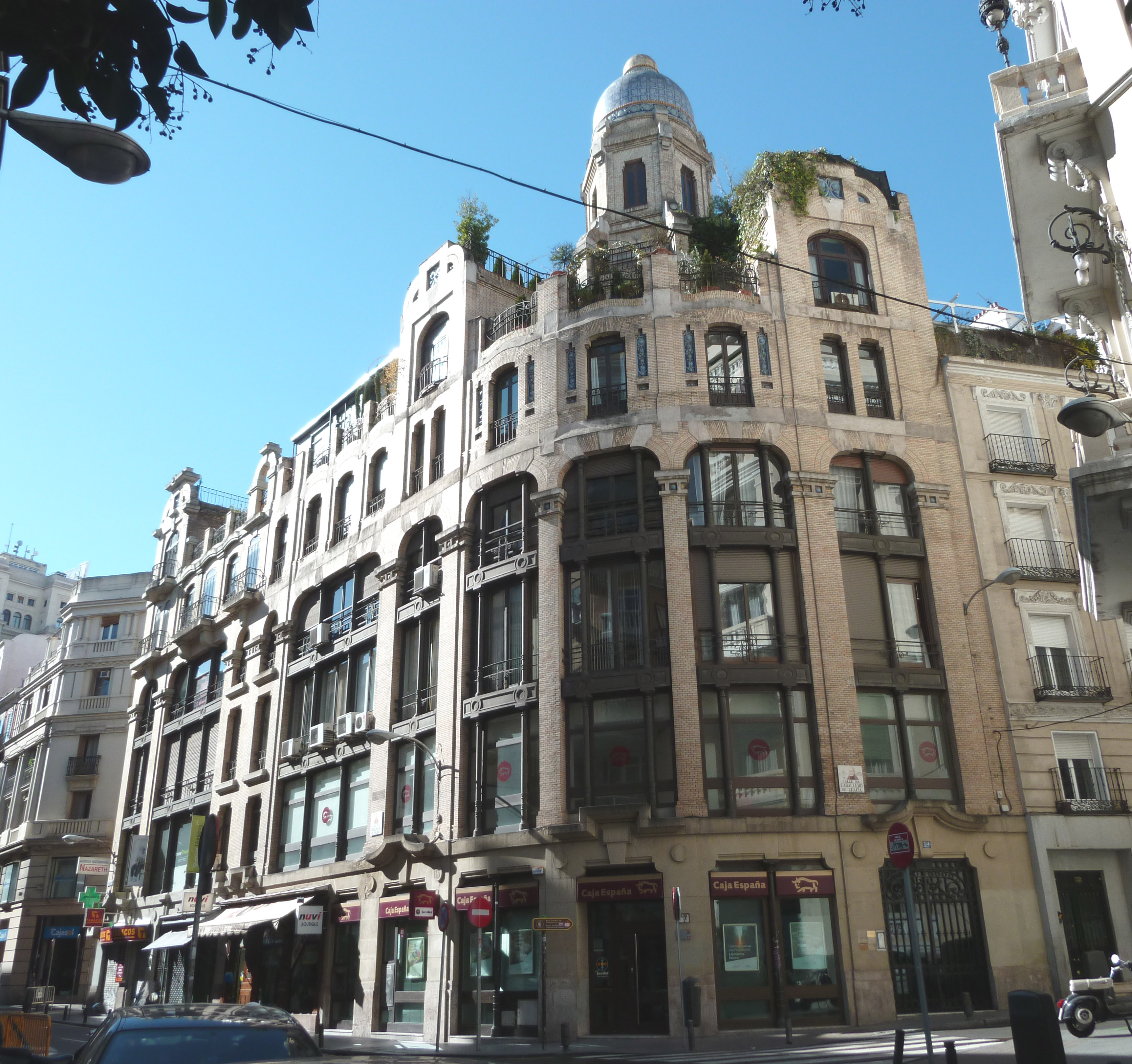
en el nº 11
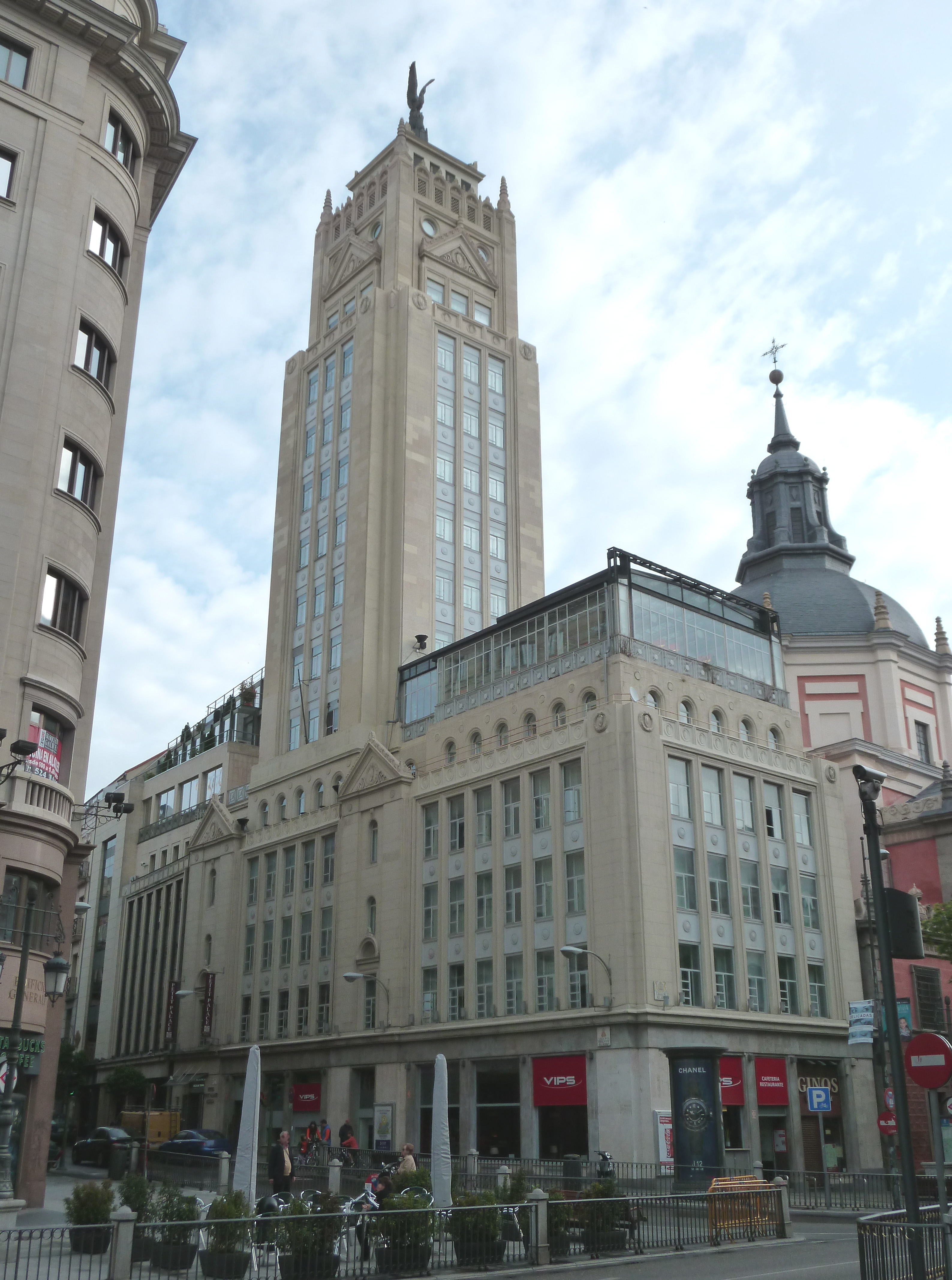
en el n.º 1